# Barrier (rivière)
Pour les articles homonymes, voir Barrier.
La rivière Barrier   (anglais : Barrier River) est un cours d’eau situé dans le Parc national du mont Aspiring au niveau de la pointe sud de la région de la  West Coast dans l’Île du Sud de la  Nouvelle-Zélande, dans le District de Grey et un affluent de la rivière  Pyke.

## Géographie
C’est un affluent de la rivière  Pyke, dans laquelle elle se déverse à environ 1 km au sud du Lac Wilmot.
La rivière Barrier est notamment alimentée par trois glaciers ou champs de neige :
- La Cascade de Glace « Demon Gap Icefall » (branche nord)
- Le Glacier Silver (via le torrent « Silver Stream »), situé entre les deux branches
- La « Barrier Ice Stream » (branche sud)